# William Thurston
William Paul Thurston (30. října 1946 Washington DC, Spojené státy – 21. srpna 2012), známý i jako Bill Thurston, byl americký matematik a profesor matematiky a informatiky na Cornellově univerzitě. Je znám jako průkopník v oblasti nízkorozměrné topologie. V roce 1982 obdržel za svou práci Fieldsovu medaili.
Zemřel v roce 2012 ve věku 65 let.